# Guerra da Coreia
A Guerra da Coreia (em sul-coreano hangul: 한국전쟁; hanja: 韓國戰爭; rr: Hanguk Jeonjaeng, "Guerra Coreana"; em norte-coreano hangul: 조국해방전쟁; hanja: 祖國解放戰爭; MR: Choguk haebang chǒnjaeng, "Guerra de Libertação da Pátria"; 25 de junho de 1950 – 27 de julho de 1953) foi um conflito armado travado entre a Coreia do Norte e a Coreia do Sul, no contexto macro da Guerra Fria. As Nações Unidas, com os Estados Unidos como sua principal força, vieram em ajuda aos sul-coreanos. A China, por sua vez, interveio em favor do norte, com a União Soviética dando-lhes apoio logístico e político.
A Coreia foi governada pelo Japão desde 1910 até ao final da Segunda Guerra Mundial. Em agosto de 1945, os soviéticos declararam guerra contra os japoneses, como resultado de um acordo feito com os Estados Unidos e libertaram o norte do Paralelo 38. Tropas estadunidenses, logo em seguida, se moveram para ocupar o sul da península. Em 1948, como resultado do início da Guerra Fria entre os Estados Unidos e a União Soviética, a península coreana foi dividida em duas regiões, com governos separados. Representantes da zona sul (capitalista, de influência americana) e da zona norte (comunista, de influência soviética) afirmavam, cada um, ser o legítimo governo da Coreia, e nenhum lado aceitava as fronteiras da época como permanentes. O conflito escalou para uma guerra aberta total quando os norte-coreanos, apoiados belicamente pelos soviéticos e chineses, invadiram o sul, em 25 de junho de 1950. Naquele período, o Conselho de Segurança das Nações Unidas reconheceu isto como uma invasão ilegal e exigiu um cessar-fogo. A 27 de junho, o Conselho da ONU aprovou a Resolução 83, condenando a invasão e despachando uma tropa sob a bandeira das Nações Unidas para restabelecer a paz na península coreana. Cerca de vinte e um países comprometeram forças militares para a missão da ONU, sendo que 88% desses soldados eram, na verdade, americanos.
Após dois meses de guerra, parecia que a Coreia do Sul iria ser sobrepujada pelos norte-coreanos. Contudo, as forças da ONU, compostas principalmente por tropas dos Estados Unidos, detiveram os comunistas no perímetro de Pusan. Em setembro de 1950, os Aliados lançaram uma contra-ofensiva em Incheon e impuseram um grande revés ao exército da Coreia do Norte. Utilizando de sua superioridade bélica e de recursos, os Estados Unidos e seus aliados continuaram a forçar o recuo dos norte-coreanos até além de suas próprias fronteiras, o que levou a China a agir, mandando os seus exércitos cruzarem o rio Yalu, entrando oficialmente na guerra em favor do norte. Isso forçou as forças da ONU a recuar.
A intervenção chinesa acabou levando a guerra a um impasse. A cidade de Seul, capital da Coreia do Sul, por exemplo, trocou de mãos quatro vezes. Assim, os dois últimos anos do conflito se arrastaram numa guerra de atrito, com as linhas de frente se mantendo relativamente firmes no Paralelo 38. A guerra no ar, contudo, continuou intensamente disputada. Enquanto os Estados Unidos submetiam as cidades norte-coreanas a bombardeios aéreos constantes, os céus sobre a península coreana viram intensos combates, especialmente entre caças a jato (a primeira vez que isso aconteceu na história). Pilotos de todo o mundo comunista lutaram ao lado do norte, enquanto pilotos ocidentais (a maioria americanos e europeus) apoiavam os sul-coreanos. Algumas das maiores batalhas aéreas aconteceram na chamada "Alameda dos Migs", onde dúzias de aviões foram perdidos, por ambos os lados.
A luta se arrastou por três anos até que, em 27 de julho de 1953, um armistício foi assinado. O acordo firmou a Zona Desmilitarizada da Coreia a fim de separar o Norte e o Sul, e permitiu a troca de prisioneiros. Contudo, nenhum tratado de paz formal foi assinado entre as partes envolvidas, o que faz com que as duas Coreias estejam, tecnicamente, ainda em guerra. Desde então, ambos os países continuam com provocações mútuas e até atos de violência, com os governos nutrindo muita animosidade um pelo outro. Em abril de 2018, os líderes das duas Coreias se reuniram na Zona Desmilitarizada e concordaram em trabalhar para assinar um tratado de paz para encerrar oficialmente a guerra.

## Contexto

### Ocupação japonesa (1910–1945)
Após derrotar a Dinastia Qing na Primeira Guerra Sino-Japonesa (1894–96), o Império do Japão ocupou militarmente a Coreia – uma península estratégica na "esfera de influência" regional. Uma década mais tarde, os japoneses derrotaram a Rússia Imperial na Guerra Russo-Japonesa (1904–05), e  tornaram a península coreana seu novo protetorado, pelo Tratado de Eulsa, em 1905, e então assinaram o tratado de Anexação Japão-Coreia em 1910.
A Coreia ocupada era considerada parte do Império japonês como uma colônia industrializada, como parte da Esfera de Coprosperidade da Grande Ásia Oriental. Em 1937, o governador da Coreia, o general Jirō Minami, iniciou um processo de assimilação cultural dos 23,5 milhões de coreanos ao banir o uso e o ensino da língua local, proibindo a literatura nacional e promovendo a repressão cultural, implementando à força na sociedade coreana os ensinamentos e tradições japonesas. Em 1939, a população passou a ser obrigada a adotar nomes japoneses sob a regra Sōshi-kaimei. Em 1938, o governo colonial instaurou programas de trabalho forçado.
Durante a Segunda Guerra Mundial, os japoneses usaram a comida, a pecuária e metais coreanos no esforço de guerra. A presença militar japonesa no país aumentou de 46 000 soldados em 1941 para 300 000 em 1945. O Japão alistou 2,6 milhões de coreanos como força de trabalho. Cerca de 723 000 pessoas foram enviadas para trabalhar em territórios ocupados pelos japoneses no exterior. Em 1942, homens coreanos passaram a ser alistados à força pelo exército imperial japonês. Em janeiro de 1945, os coreanos eram cerca de 32% da força de trabalho japonesa. Em agosto, quando os Estados Unidos lançaram bombas atômicas contra as cidades japonesas de Hiroshima e Nagasaki, cerca de 25% dos mortos eram coreanos. No fim da guerra, as potências mundiais não mais reconheciam a legalidade da ocupação japonesa sobre a Coreia e sobre a ilha de Taiwan, outro protetorado japonês.

### Invasão soviética-americana (1945)
Em novembro de 1943, em uma conferência realizada no Egito, a República da China, o Reino Unido e os Estados Unidos decidiram que "a Coreia se tornaria uma nação independente após a guerra". Na Conferência de Ialta, feita em fevereiro de 1945, foi acertado que o país entraria para a "zona de influência" soviética, em troca do apoio destes na guerra contra o Japão. Ao fim da Segunda Guerra Mundial, o Exército vermelho ocupou boa parte do norte da península coreana, como havia sido acertado em acordo com as potências ocidentais e em 26 de agosto de 1945, mas detiveram seu avanço no paralelo 38 e esperaram a invasão americana no sul do país.
Em 10 de agosto de 1945, com a derrota japonesa próxima, os americanos duvidavam se os soviéticos iriam honrar os acordos da ocupação da Coreia. Um mês antes, os coronéis Dean Rusk e Charles H. Bonesteel III dividiram a península no paralelo 38, assegurando-se que a zona sul tivesse pelo menos dois grandes portos. Rusk teria justificado o local da divisão no paralelo 38 pois "caso a União Soviética violasse o acordo, a área ocupada pelo exército vermelho estaria ao alcance rápido das forças americanas, [...] era importante colocar a capital da Coreia sob responsabilidade do exército dos Estados Unidos". Os soviéticos aceitaram a demarcação das zonas de ocupação americanas, já que seu foco estava nas negociações com o ocidente sobre como ocupar o leste da Europa e também porque eles aceitariam a rendição japonesa nos termos dela.

### Divisão da Coreia (1945–1949)

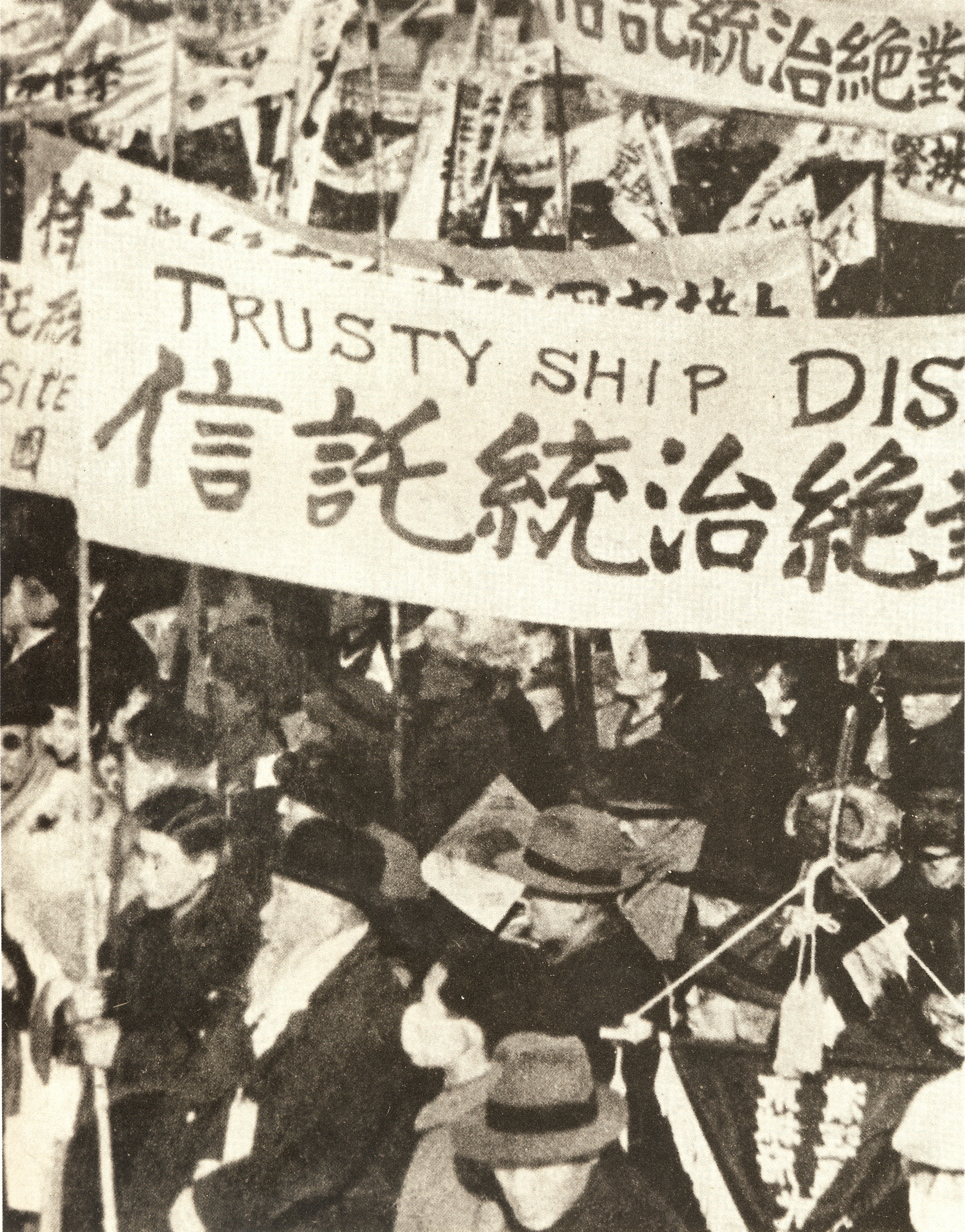
Cidadãos sul-coreanos protestando contra a ocupação das Coreias por potências estrangeiras, em dezembro de 1945

Na Conferência de Potsdam (julho–agosto de 1945), os Aliados (Estados Unidos e União Soviética) decidiram, unilateralmente, dividir a Coreia — sem consultar o povo coreano. Em 8 de setembro de 1945, o general americano John R. Hodge chegou em Incheon para aceitar a rendição japonesa no sul do paralelo 38. Apontado como governador militar, Hodge assumiu total controle sobre o sul da Coreia.
Em dezembro de 1945, a Coreia era administrada por uma Comissão Americano-Soviética, como acertado na Conferência de Moscou, ainda naquele ano. Os coreanos foram excluídos de todas as negociações sobre o futuro do país. A comissão decidiu dar independência a península coreana em 1950, depois de cinco anos de ocupação e de esforços para inclinar a população das zonas ocupadas as ideologias defendidas pelas forças estrangeiras de ocupação. A população coreana se revoltou contra tais determinações. No sul, foram reportados enormes protestos nacionalistas e alguns grupos políticos passaram a pegar em armas após perseguições e tentativas de censura por parte do governo americano. Porém houve muitos protestos relatados na parte norte da península que, foram rapidamente silenciados pelo governo soviético com o uso excessivo da força e da imposição dos valores comunistas.
Em 1946 as greves assolaram o país inteiro, além de protestos nas grandes cidades. A desordem civil foi forte durante todo este ano e conduziu a vários levantes populares. Em 1 de outubro de 1946, a polícia matou três estudantes durante uma revolta em Daegu. Manifestantes armados passaram então a visar a polícia, matando 38 oficiais de segurança. Em 3 de outubro, cerca de 10 mil pessoas atacaram uma delegacia de polícia em Yeongcheon, matando 3 policiais e ferindo outros 40. Cerca de 20 proprietários de terra e coreanos suspeitos de serem simpatizantes da antiga ocupação japonesa também foram mortos. As forças de ocupação americanas decidiram então decretar lei marcial. Em 3 de abril, uma grande revolta explodiu na Coreia (a Insurreição de Jeju), que terminou com cerca de 60 mil pessoas mortas.
Com a recusa da União Soviética de permitir as Nações Unidas de supervisionar as eleições para uma Coreia unida, em 10 de maio de 1948, a Coreia do Sul convocou sua primeira eleição nacional, a que os soviéticos se opuseram. Em 25 de agosto, foi a vez da Coreia do Norte ter eleições gerais, com apenas um candidato por distrito eleitoral, a afluência às urnas foi relatada de 99,97%, com 98,49% de votos a favor dos candidatos apresentados.
O governo formado no sul após as eleições tinha uma dura linha anticomunista e aprovou sua nova constituição em 17 de julho de 1948, elegendo o presidente, Syngman Rhee, em 20 de julho. As eleições foram violentas e pelo menos 600 pessoas morreram durante o processo. A República da Coreia (no sul) foi formalmente estabelecida em 15 de agosto de 1948. Na zona de ocupação soviética, o novo governo comunista passou a ser chefiado por Kim Il-sung. O regime do presidente Rhee expulsou os comunistas da vida política do sul. Muitos fugiram para as colinas e pegaram em armas para lutar contra o governo de Seul.
Ambos muito nacionalistas, Syngman Rhee e Kim Il-Sung tinham intenções de reunificar a Coreia sob seu próprio sistema de governo. O Norte recebia apoio incondicional da União Soviética e da China. Tiroteios e confrontos nas fronteiras (que passaram a ser militarizadas) se tornaram comuns. A Coreia do Sul era tremendamente limitada em materiais e recursos. Durante essa era, o governo americano presumiu que os comunistas (independentemente da nacionalidade) eram diretamente controlados ou influenciados por Moscou. Assim, os Estados Unidos viam a guerra civil na Coreia como uma manobra de hegemonia por parte dos soviéticos.
No fim de 1948, os soviéticos retiraram seus exércitos do norte, como era previsto nos acordos feitos com o ocidente. Tropas americanas se retiraram do sul em 1949, deixando as forças militares sul-coreanas despreparadas e mal armadas, ao contrário dos vizinhos do norte que estavam fortemente armados com equipamentos russos.

## Guerra

### 1950

#### Primeiras ofensivas

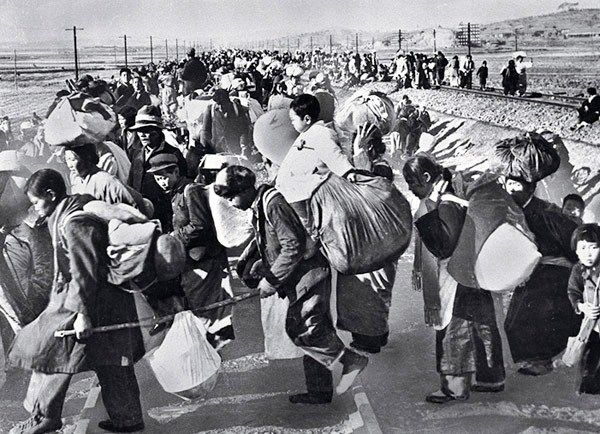
Civis sul-coreanos fugindo dos combates, 1950

No começo de 1950, Kim Il-sung viajou para Moscou e para Pequim à procura de apoio para a guerra iminente. A União Soviética ficou bastante envolvida com a militarização da Coreia do Norte e seus planos para uma ofensiva contra o sul. Mao Tse Tung transferiu 50 mil soldados do Exército de Libertação Popular de etnia coreana, juntamente com seus armamentos, para a Coreia do Norte. Meses antes dos primeiros ataques do Norte, a Agência de Inteligência americana notou uma enorme mobilização militar por parte das forças armadas da Coreia do Norte, mas pensou que era apenas uma "medida defensiva" e concluiu que uma invasão era "improvável".
Sob o pretexto de estar retaliando supostas pequenas incursões de soldados do sul na fronteira, o exército norte-coreano cruzou a fronteira do paralelo 38, com a proteção de artilharia pesada, em 25 de junho de 1950. Os norte-coreanos haviam declarado que as tropas do exército da Coreia do Sul, sob comando do presidente Syngman Rhee, haviam cruzado a fronteira primeiro e que, por isso, eles pretendiam prender e executar Rhee. As forças armadas de ambos os países já haviam se atacado em pequena escala pela fronteira antes da guerra. A luta começou na península de Ongjin, no oeste, onde os sul-coreanos alegaram ter tomado a cidade de Haeju e rapidamente se tornou em um combate em larga escala por toda a fronteira. Isso levou a crer, para alguns especialistas, que foi o Sul que começou a guerra. A força invasora norte-coreana somava mais de 200 mil homens, enquanto as forças de defesa do Sul tinham ao menos 100 mil soldados.
Em 27 de junho, frente a bem-sucedida ofensiva inicial por parte das tropas do norte, o presidente sul-coreano, Rhee, ordenou a evacuação da capital Seul. Antes de fugir, ele ordenou o que ficou conhecido como os Massacres das Ligas Bodo, em 28 de junho, onde pelo menos 100 mil suspeitos de simpatia com o comunismo foram executados sem julgamento.
Em 28 de junho, a Coreia do Sul bombardeou as pontes sobre o rio Han para evitar o avanço das forças do norte. Contudo, Seul foi tomada no mesmo dia. Os norte-coreanos então mataram mais de mil pessoas em um hospital universitário no meio da capital, onde membros feridos do governo do sul estavam. Alguns integrantes do congresso nacional do Sul permaneceram em Seul e 48 declararam lealdade ao regime comunista do Norte.

#### Resposta da ONU e intervenção americana

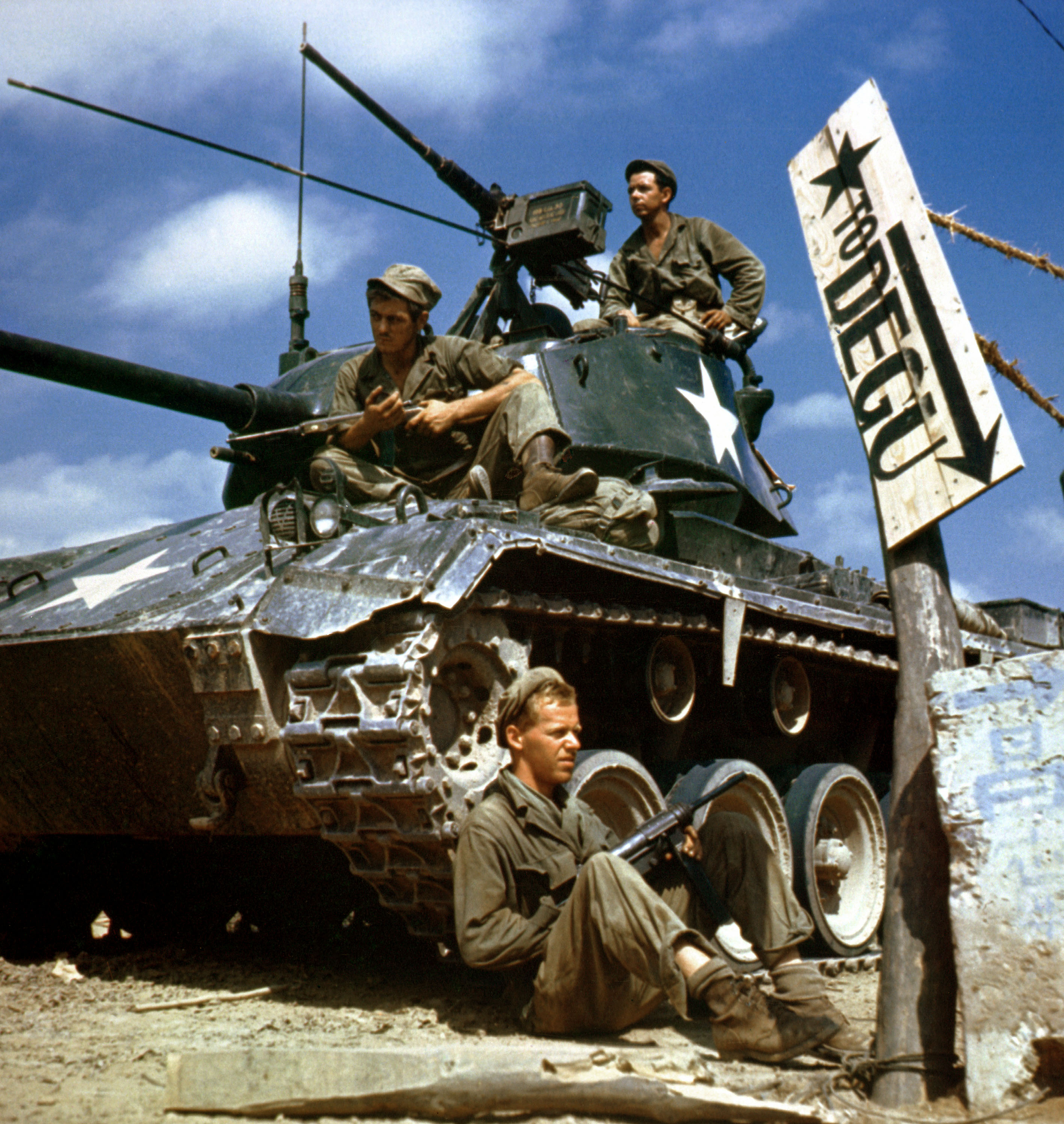
Um tanque americano M-24 no rio Naktong, 1950

O governo do presidente americano Harry Truman se viu numa encruzilhada. Antes da invasão, a Coreia não era considerada importante no panorama de influência da secretaria de defesa dos Estados Unidos. Os estrategistas militares ocidentais se preocupavam mais com a segurança da Europa contra um ataque da União Soviética. Ao mesmo tempo, os americanos se preocupavam com a possibilidade de que uma guerra na península coreana poderia tomar proporções maiores se os chineses ou os soviéticos decidissem intervir militarmente no conflito. Por fim, em 27 de junho, os soviéticos enviaram um comunicado indireto dizendo que não interfeririam na guerra na Coreia, abrindo assim uma brecha para os americanos intervirem com tropas sem reação das demais potências do mundo comunista.
Em 25 de junho de 1950, o Conselho de Segurança das Nações Unidas aprovou, por unanimidade, a Resolução 82, condenando a invasão da Coreia do Norte contra seu vizinho do sul. Dois dias depois, foi aprovado a Resolução 83 que autorizava uma intervenção militar para por fim no conflito. No mesmo dia, o presidente dos Estados Unidos, Harry Truman, autorizou que a força aérea e a marinha americana atacassem alvos na península coreana para apoiar o sul, o que foi condenado pela União Soviética.

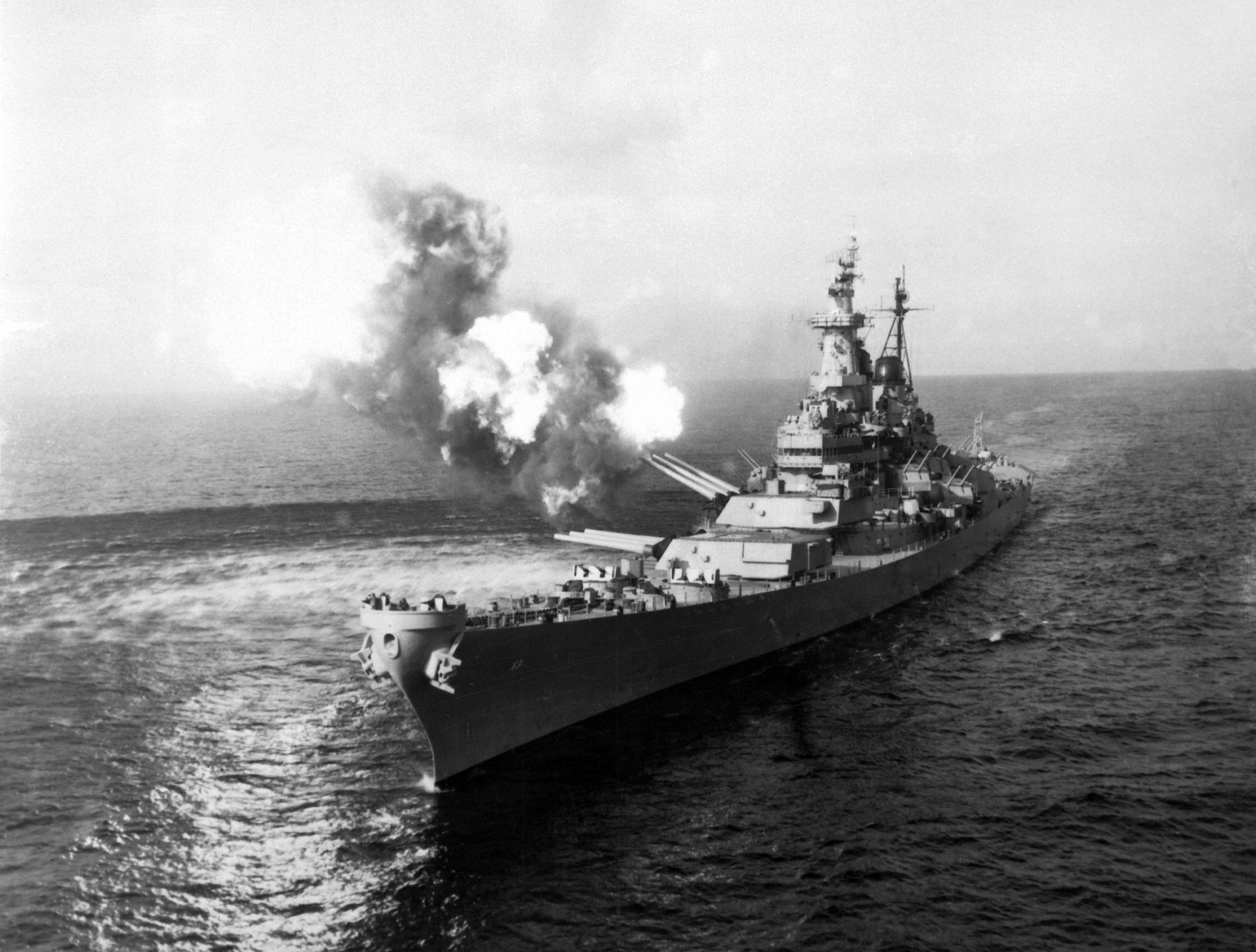
O couraçado americano USS Missouri bombardeando alvos na costa coreana.

O comando da força expedicionária americana ficou a cargo do general Douglas MacArthur. Em agosto de 1950, o Congresso dos Estados Unidos aprovou um orçamento inicial de 12 bilhões de dólares para gastos militares neste conflito. Os americanos também começaram a transportar enormes quantidades de armas e equipamentos para os sul-coreanos.
A batalha pela cidade de Osan foi o primeiro grande combate para as tropas terrestres americanas, mas o pequeno grupo de soldados foi repelido e 180 militares foram mortos, feridos ou capturados. As forças da Coreia do Norte continuaram a avançar para o sul, tomando no caminho a cidade de Daejeon. Os comunistas novamente forçaram o recuo dos sul-coreanos e dos seus aliados americanos na cidade de Pusan. Naquela altura, as forças da ONU controlavam diretamente apenas 10% do território da Coreia do Sul.
Entre agosto e setembro, as forças norte-coreanas foram derrotadas na batalha de Pusan. A força aérea americana então lançou ataques contra linhas de suprimentos e depósitos de munição das forças comunistas, infligindo severas perdas a estes. Ao fim de 1950, os Aliados já se preparavam para lançar um contra-ataque em larga escala.

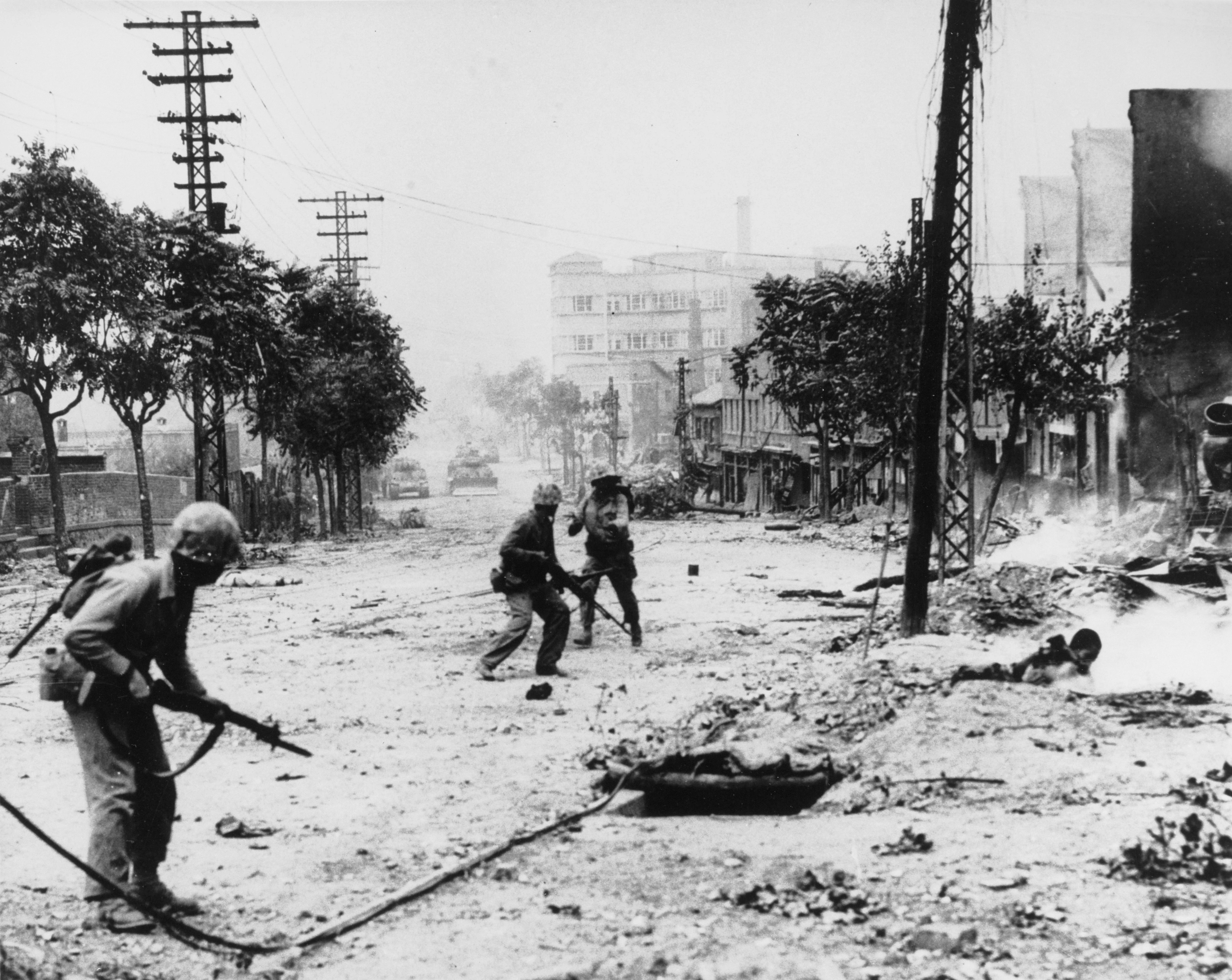
Soldados americanos combatendo em Seul, setembro de 1950

Ao fim de setembro de 1950, a situação das forças comunistas do norte estava se deteriorando. Com poucos suprimentos, sem suporte aéreo ou naval, o norte não podia mais se manter na ofensiva por muito tempo. Para então quebrar em definitivo as linhas de suprimento inimigas e tentar desviar a atenção norte-coreana da luta em Pusan, o general MacArthur ordenou um ataque anfíbio em larga escala contra a cidade de Incheon. As tropas comunistas na região foram destruídas e os sobreviventes bateram em retirada de forma desordenada. Neste momento, os russos aconselharam o ditador Kim Il-sung a recuar para proteger a capital do sul, Seul. Já os chineses aconselharam um contra-ataque em Inchon. Contudo, os militares norte-coreanos já haviam sofrido pesadas baixas e não tinham condições de continuar a resistir.
Em 25 de setembro, Seul foi recapturada pelos sul-coreanos. Os bombardeios americanos continuaram a causar severos danos nas forças comunistas e a liderança norte-coreana viu-se obrigada a ordenar a retirada precipitada de suas tropas do sul, para defender a capital Pyongyang. Em 27 de setembro, o ditador soviético, Josef Stalin, principal aliado dos norte-coreanos, criticou a ineficácia dos exércitos do norte e também culpou seus conselheiros pelas recentes derrotas dos coreanos.
Logo após as vitórias no sul, MacArthur recebeu autorização do presidente Truman para lançar incursões no norte. Em 29 de setembro, ele declarou reinstaurado o governo da República da Coreia no sul e colocou novamente Syngman Rhee no poder. Após reconquistar o sul, as forças coreanas de Rhee começaram a lançar represálias contra simpatizantes do comunismo, massacrando pelo menos 600 pessoas.
Em 30 de setembro, o primeiro-ministro chinês, Zhou Enlai, ameaçou intervir na guerra em favor do norte se os americanos cruzassem o paralelo 38. Zhou também aconselhou os norte-coreanos a recuar e combater em forma de guerrilha, mas o conselho foi ignorado. Em outubro, as forças comunistas da fronteira do paralelo foram expulsas de suas posições e os sul-coreanos os perseguiram rumo ao norte. Confiante na vitória, MacArthur exigiu a rendição incondicional do norte, mas recebeu uma recusa. A capital do norte, Pyongyang, foi tomada pelas forças da ONU em 19 de outubro de 1950. Percebendo que o momento da guerra agora era dos Aliados, o general MacArthur acreditava que era preciso levar a guerra até a China. O presidente Truman discordou e ordenou que as forças americanas se detivessem na fronteira chinesa-coreana.

#### Intervenção chinesa

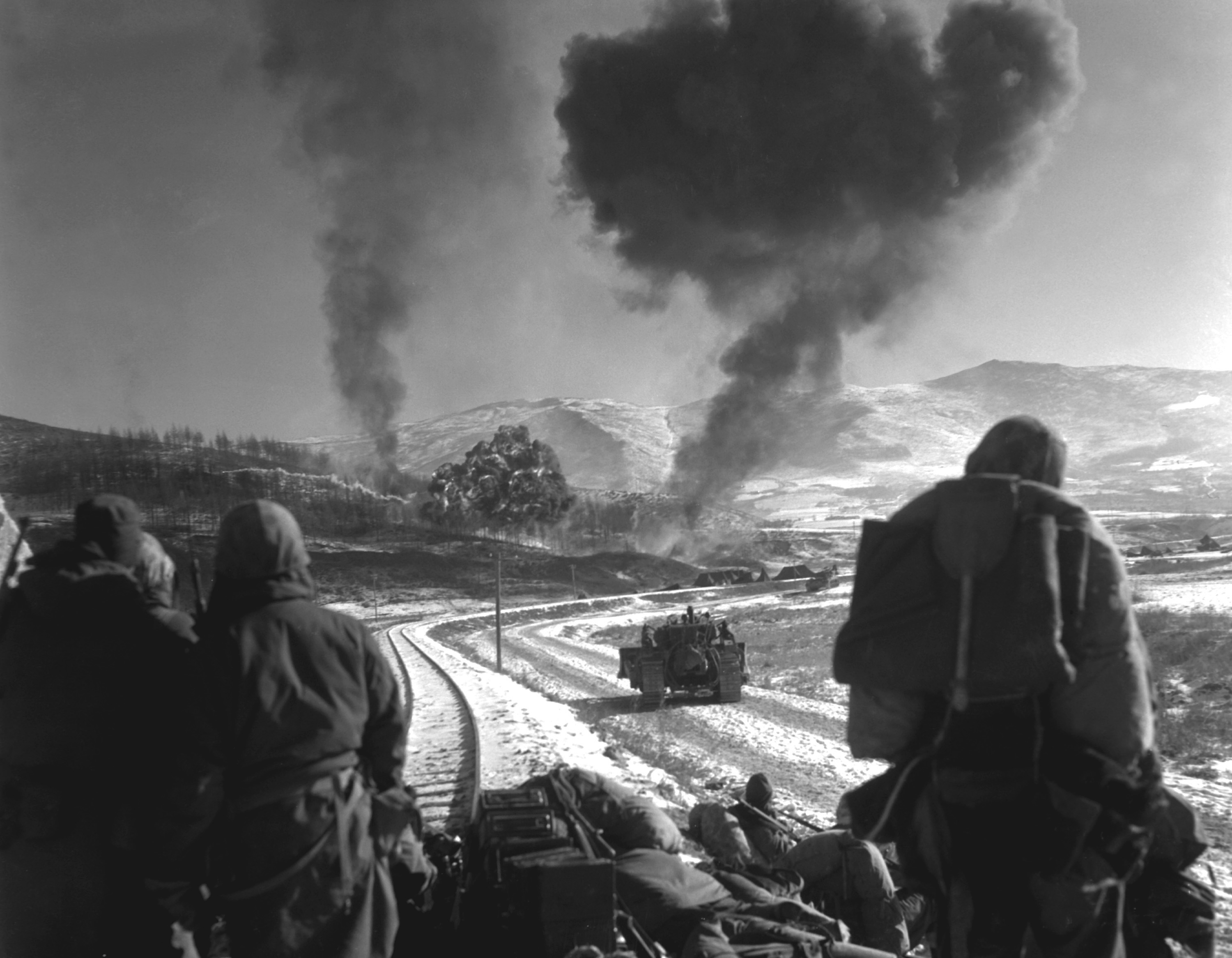
Soldados americanos combatendo tropas chinesas na Coreia, em dezembro de 1950

Em 27 de junho de 1950, dois dias antes da invasão norte-coreana e três meses antes da entrada chinesa no conflito, o presidente Truman despachou a Sétima Frota dos Estados Unidos para o estreito de Taiwan, com o propósito de evitar hostilidades entre a República Nacionalista da China (Taiwan) e a República Popular da China. Em 4 de agosto de 1950, com a invasão de Taiwan abortada pelo governo comunista de Pequim, o líder chinês, Mao Tsé-Tung, reportou ao Politburo que ele iria intervir na Coreia quando o seu exército estivesse pronto. A China justificou sua entrada na guerra como sendo uma resposta a "agressão americana sob o disfarce da ONU". Kim Il-sung já havia apelado para Mao para que ele interviesse na guerra em seu favor. Enquanto isso, o ditador soviético, Stalin, disse aos seus conselheiros que seu país não iria interferir na Coreia, mas aprovou o envio de suprimentos aos seus aliados comunistas.

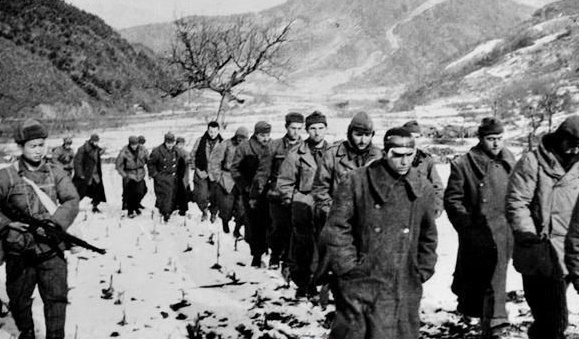
Prisioneiros de guerra americanos capturados pelos chineses.

Em 18 de outubro de 1950, Mao ordenou que 300 mil soldados chineses entrassem na Coreia. No dia seguinte, forças da ONU e da China já estavam trocando tiros na região de fronteira. Os soviéticos então decidiram mudar de postura e mandaram, além de mais suprimentos, esquadrões de sua força aérea para realizar ataques em solo coreano. Na batalha de Onjong, as forças sul-coreanas foram massacradas pelos chineses. Em 1 de novembro, soldados da China e dos Estados Unidos travaram seu primeiro combate na guerra na batalha de Unsan, vencida pelos chineses. O comando da ONU, contudo, não acreditava que esta intervenção realmente tinha sido em larga escala ou se ela era séria. Em 24 de novembro, o 8º exército americano lançou uma ofensiva na costa noroeste da Coreia do Norte mas eles foram detidos pelos chineses. No dia seguinte, forças militares dos Estados Unidos, da Coreia do Sul e de alguns países aliados, como o Reino Unido, foram severamente atacadas por tropas chinesas na batalha do rio Ch'ongch'on. Neste combate, ambos os lados sofreram pesadas baixas. Os americanos tiveram ao menos 11 mil homens mortos, feridos, desaparecidos ou capturados. Os chineses perderam quase 40 mil homens mas saíram-se vitoriosos e botaram em fuga as forças da ONU, que por sua vez, resolveram recuar para o paralelo 38 e reestabeleceram uma nova linha defensiva. Ao mesmo tempo o X Corpo do exército dos Estados Unidos foi atacado na região do reservatório de Chosin, onde uma batalha de 17 dias sob frio intenso se seguiu e terminou com mais uma vitória pírrica chinesa. Em meados de dezembro, as forças americanas já haviam se retirado para a fronteira entre as Coreias. Frente ao retrocesso inesperado, o presidente Truman declarou situação de emergência e deu prioridade máxima dos recursos militares disponíveis para a região.

### 1951

#### Combates no Paralelo 38
No ano novo de 1951, os chineses e norte-coreanos lançaram sua terceira ofensiva conjunta. Utilizando de várias surtidas noturnas, os comunistas tentaram cercar as tropas da ONU utilizando sua superioridade numérica. As forças americanas e sul-coreanas foram forçadas por esses ataques a recuar. Ocupados combatendo os chineses, as forças militares dos Estados Unidos e da Coreia do Sul não conseguiram impedir que os norte-coreanos conquistassem Seul pela segunda vez na guerra, em 4 de janeiro de 1951. Frente a uma sucessão de derrotas, o general MacArthur passou a considerar realizar ataques com armas nucleares contra a China e contra a Coreia do Norte. Contudo, com a chegada do general Matthew Ridgway, o exausto 8º exército americano recuperou seus ânimos.

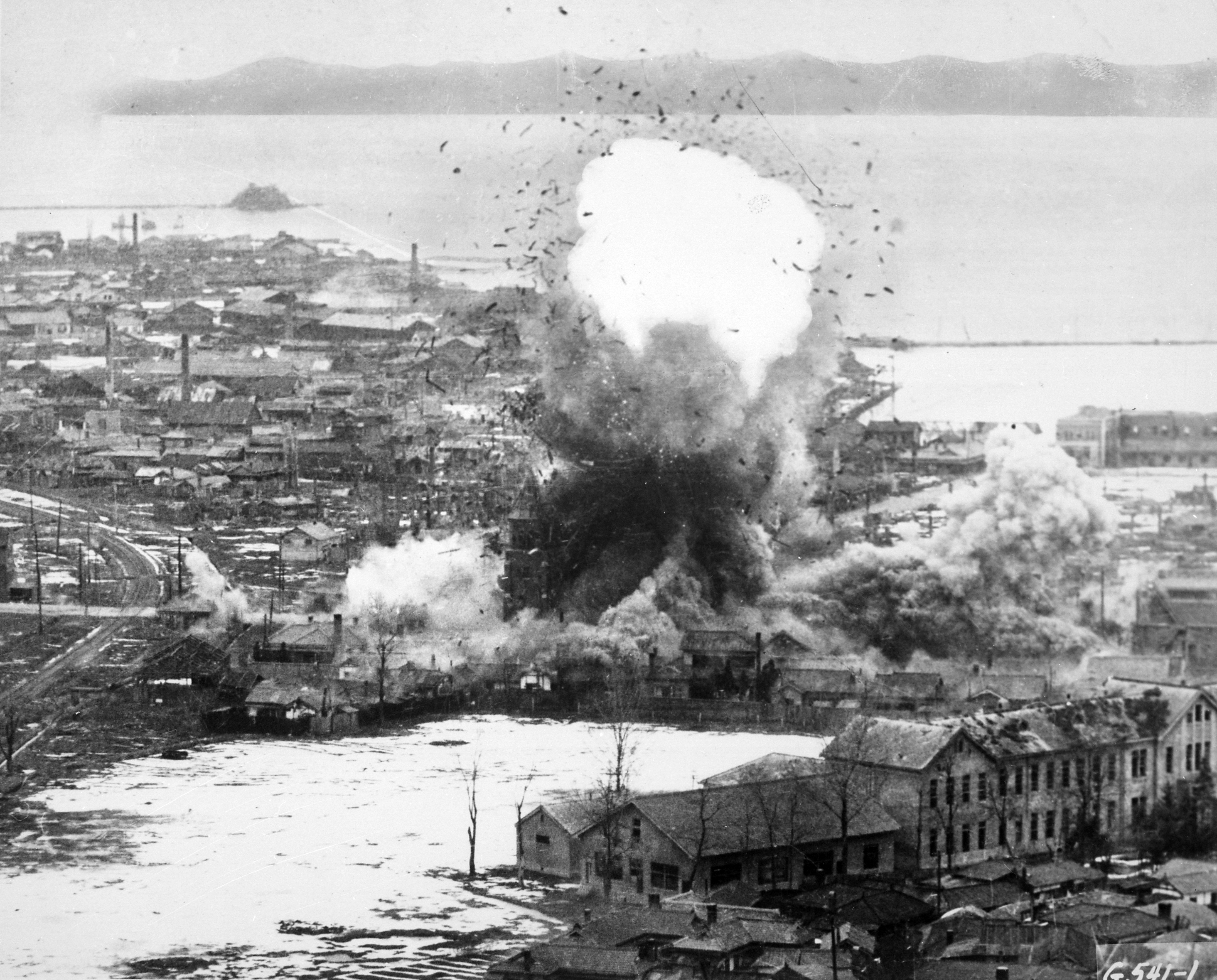
Bombardeio feito por aviões B-26 americanos contra depósitos de munição inimigos em Wonsan, na Coreia do Norte, em 1951.

As forças da ONU recuaram até Suwon no oeste, até Wonju no centro e Samcheok no leste, estabelecendo uma nova linha de defesa.
Em fevereiro, o exército chinês lançou a quarta fase de sua ofensiva na Coreia e conquistou o condado de Hoengseong. As forças chinesas não conseguiram avançar além de Seul devido a falta de suprimentos, permitindo que o general Ridgway lançasse um contra-ataque e expulsasse as tropas comunistas das proximidades do rio Han. A quarta ofensiva chinesa foi oficialmente detida em Chipyong-ni‎, no leste da província de Gyeonggi.
Nas últimas duas semanas de fevereiro de 1951, foi lançada a Operação Killer, encabeçada pelo 8º exército americano e pelo I Corpo de fuzileiros americanos. A ofensiva reconquistou os territórios ao sul do rio Han e o IX Corpo de fuzileiros reconquistou Hoengseong. Em 14 de março, Seul foi recuperada também. A população da capital, que antes da guerra era de 1,5 milhões de pessoas, tinha caído para 200 mil devido as quatro grandes batalhas travadas na cidade durante a guerra. O líder chinês, Mao, pediu então a Stalin mais assistência e o premier soviético respondeu enviando duas divisões aéreas, três divisões de baterias antiaérea e seis mil caminhões com suprimentos. Apesar dessas medidas, o problema logístico com suprimentos dos chineses continuou.

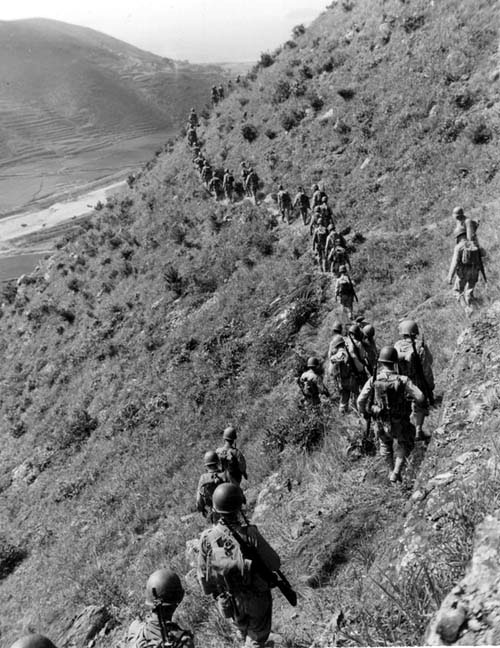
Fuzileiros americanos avançando pela Coreia do Norte

Em 11 de abril de 1951, o presidente Truman decidiu dispensar o general Douglas MacArthur do cargo de comandante supremo das forças aliadas na Coreia. Vários motivos levaram a essa decisão. MacArthur havia cruzado o paralelo 38 com seus homens sob a impressão errônea de que os chineses não tinham de fato entrado na guerra, o que levou a uma série de derrotas por parte das despreparadas forças aliadas. O general também acreditava que a decisão de usar ou não armas nucleares cabia a ele e não ao Presidente. MacArthur ainda ameaçou destruir a China se ela não se rendesse. Ele também acreditava que a vitória total sobre o inimigo seria a única saída aceitável, mas Truman era mais pessimista sobre as chances de vitória na guerra na Ásia e pretendia eventualmente assinar um acordo de paz e ordenar uma retirada da Coreia. MacArthur foi alvo de uma investigação do congresso em maio e junho de 1951, que determinou que ele havia abertamente desobedecido as ordens do seu presidente e assim violou a constituição dos Estados Unidos.
O general Matthew Ridgway assumiu o comando geral das forças da ONU. Sua primeira atitude foi lançar um pesado contra-ataque no perímetro defensivo dos chineses e norte-coreanos que acabou sendo um sucesso. O general James Van Fleet assumiu o comando do 8º exército americano. Em março de 1951, duas ofensivas aliadas conseguiram infligir pesadas baixas nos comunistas e forçar o seu recuo. Os capacetes azuis avançaram então até o paralelo 38 e cercaram os chineses, destruindo boa parte de seus exércitos. Em abril de 1951, os chineses lançaram uma contra-ofensiva, com quase 700 mil homens na linha de frente. Esse ataque foi detido pelos fuzileiros americanos nas batalhas de Kapyong e do rio Imjin. Em 15 de maio, os chineses tentaram novamente avançar contra as linhas aliadas nas margens do rio Soyang. No dia 20 de maio, as tropas chinesas atacantes já estavam em retirada. Então o 8º exército dos Estados Unidos lançou um ataque contra os chineses e norte-coreanos além do paralelo mas não avançaram muito.

#### Impasse
A partir de julho de 1951, as forças da ONU e da China continuaram a engajar uma árdua luta de trincheiras, onde nenhum dos dois lados conseguia dar um golpe decisivo sobre o outro. Bombardeamentos aéreos em larga escala contra a Coreia do Norte se intensificaram e então as primeiras negociações de armistício começaram em 10 de julho de 1951. Apesar das negociações, a guerra continuava a todo vapor. Grandes combates foram travados durante esse período, como a batalha de Bloody Ridge e a de Heartbreak Ridge.

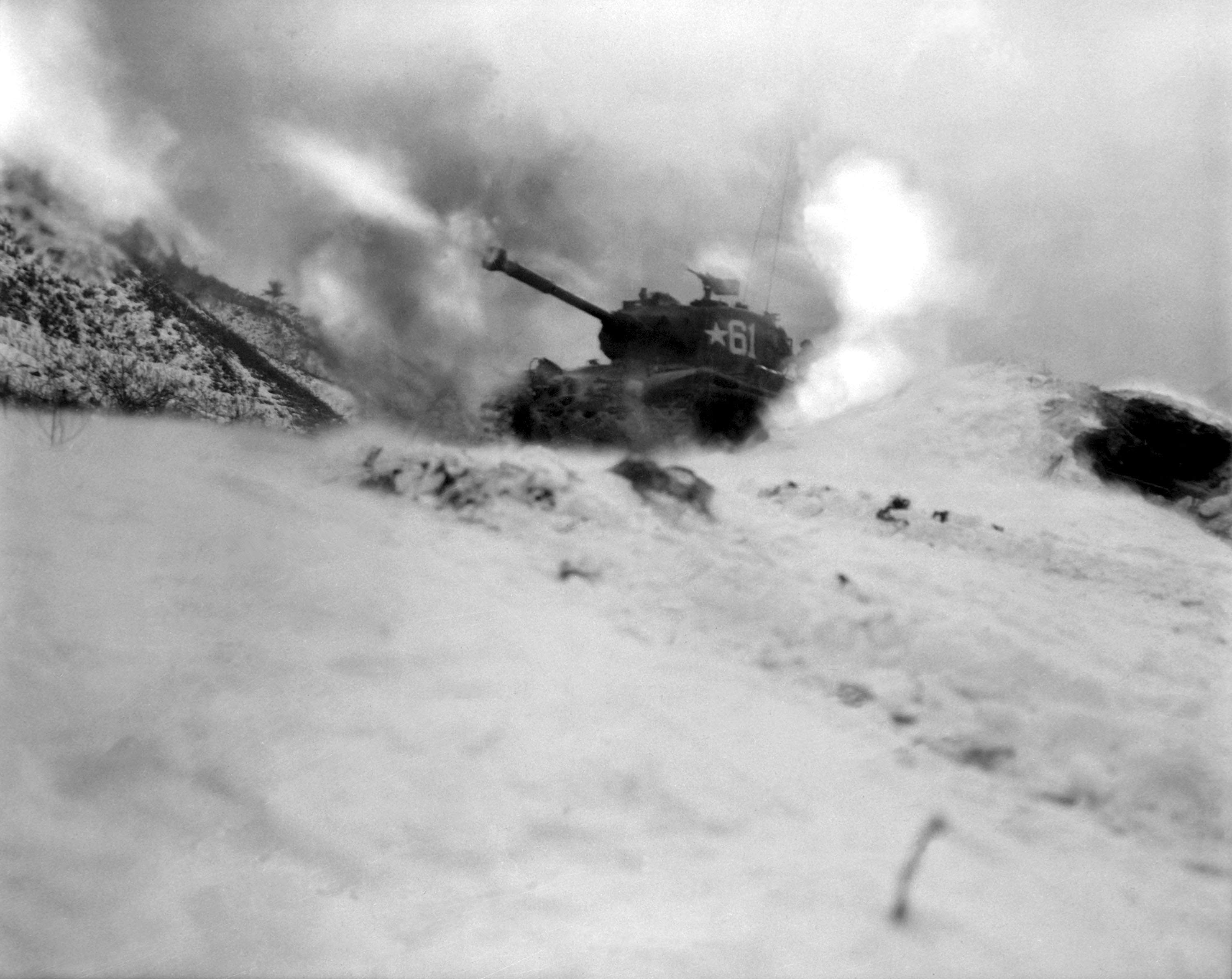
Tanque americano atira contra norte-coreanos, 10 de janeiro de 1952

### 1952
Em 1952, uma série de sangrentas batalhas foram travadas e milhares de soldados morreram em ambos os lados, com pouco ganho estratégico, enquanto a situação humanitária nas Coreias piorava. As tropas chinesas e norte-coreanas sofriam com falta de suprimentos e materiais, ainda contando com uma péssima logística com linhas de suprimentos longas e sob constante ataques aéreos dos aliados ocidentais.

### 1953
O impasse continuou por 1953. Cerca de 4 500 militares chineses morreram no cerco ao posto avançado americano de Harry. Em Kaesong, mais 1 500 chineses foram mortos. Entre março e julho, perto de Cheorwon, forças norte-coreanas, chinesas, americanas, sul-coreanas e de outros países das forças da ONU se combateram em uma sangrenta batalha que acabou em um impasse estratégico e com a morte de mais de 2 mil soldados. A situação dos comunistas prosseguia tensa devido a falta de suprimentos e as enormes perdas sofridas nos combates. Enquanto nenhum dos dois lados era capaz de vencer uma batalha decisiva sobre o outro, as negociações, que já se prosseguiam há quase 24 meses, continuavam. Entre os obstáculos para a paz estava no ponto de como a troca dos prisioneiros de guerra seria feita.

#### Armistício

A Zona Desmilitarizada da Coreia (DMZ) denotada pela área destacada em vermelho. A linha azul indica a fronteira internacional

A zona desmilitarizada entre as Coreias cortava o país no paralelo 38. A velha capital do país unificado, Kaesong, local onde as negociações do armistício estavam sendo feitas, pertencia à República da Coreia do Sul, mas agora estava sob controle do Norte. O Comando das Nações Unidas, apoiado pelos Estados Unidos, a Coreia do Norte e o Governo chinês finalmente assinaram os termos do armistício em 27 de julho de 1953. Este acordo decretou um cessar-fogo imediato e garantias do status quo ante bellum. A guerra oficialmente acabou neste dia, porém, até os dias atuais, nenhum tratado de paz foi firmado entre as duas Coreias. O Norte, contudo, alega que venceu a guerra. Em abril de 2018, líderes de ambos os países anunciaram intenções de finalmente acertar um acordo de paz entre as duas nações, para encerrar o status de hostilidade na península.
Depois da guerra, a chamada "Operação Glória" (julho–novembro de 1954) garantiu a troca dos corpos dos soldados e guerrilheiros mortos em território adversário. Os restos mortais de 4 167 soldados e fuzileiros americanos foram trocados pelos corpos de 13 528 militares chineses e norte-coreanos, além dos corpos de 546 civis que morreram em campos de prisioneiros da ONU que também foram entregues ao Norte. Estima-se que mais de 1,2 milhão de pessoas morreram na Guerra da Coreia.

## Consequências

### Eventos posteriores

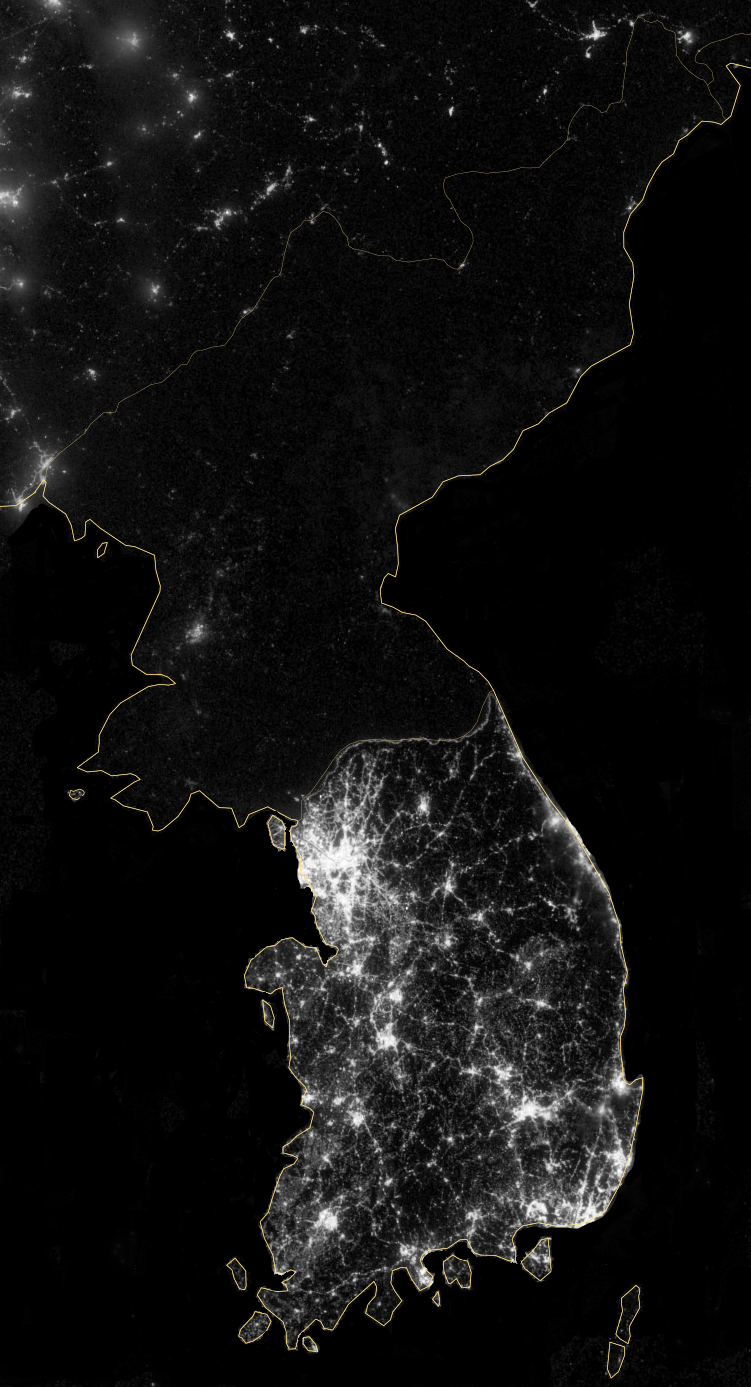
Uma foto do espaço da península coreana tirado pela NASA, em 2012. A imagem claramente mostra a atual disparidade em termos econômicos e tecnológicos entre os dois países, com a Coreia do Sul sendo muito mais desenvolvida que seus vizinhos do Norte.

Os termos do armistício acertaram uma comissão internacional para assegurar que o acordo fosse cumprido. Desde 1953, a "Comissão de Supervisão da Neutralidade das Nações" (NNSC), composta por membros das forças armadas da Suíça e da Suécia, monitorizavam a zona desmilitarizada.
O pós-guerra foi um período conturbado para ambas as nações. Na primeira década após o conflito, a Coreia do Sul ficou estagnada economicamente. Em 1953, os sul-coreanos assinaram com os Estados Unidos um Tratado Mútuo de Defesa. Em 1960, a Revolução de Abril conseguiu derrubar o ditador do país, Syngman Rhee, que foi forçado a se exilar na América do Norte. Após o Golpe de Estado de 16 de Maio de 1961, o presidente Park Chung-hee conseguiu levar o país a estabilidade política. Economicamente, contudo, a Coreia do Sul permanecia pobre e subdesenvolvida, com, por exemplo, 25% do seu PIB sendo fruto de prostituição e serviços relacionados. Foi durante a década de 1970 que a economia do país começou a crescer, com a nação se modernizando e se industrializando ostensivamente. Mas foi a partir dos anos 80 que a Coreia do Sul viu um crescimento econômico robusto e sustentável, que continuaria nas duas décadas seguintes (o "Milagre do Rio Han"). Atualmente, o país é uma potência econômica, industrial e tecnológica.
Enquanto isso, a Coreia do Norte no pós-guerra viu altos e baixos. Estima-se que 100 mil norte-coreanos foram mortos nos expurgos após o conflito. A infraestrutura do país estava arrasada devido aos bombardeios dos Estados Unidos, mas a União Soviética, a China e os países do leste europeu (o Bloco Comunista) foram rápidos em ajudar. Assim, a economia norte-coreana se desenvolveu relativamente bem na década de 1960. Porém problemas logo surgiram, devido a má gestão econômica, corrupção e infraestrutura precária. Kim Il-sung havia instituído a política do "Juche", que pregava a autodeterminação do Estado. Porém, com a China buscando uma maior aproximação econômica com o Ocidente e os soviéticos não mostrando mais interesse pelo que acontecia na península coreana, a situação da Coreia do Norte começou a se deteriorar. Atualmente, a Coreia do Norte permanece subdesenvolvida e continua a ser uma ditadura totalitária desde o fim da guerra, com um elaborado culto à personalidade em torno da dinastia Kim.

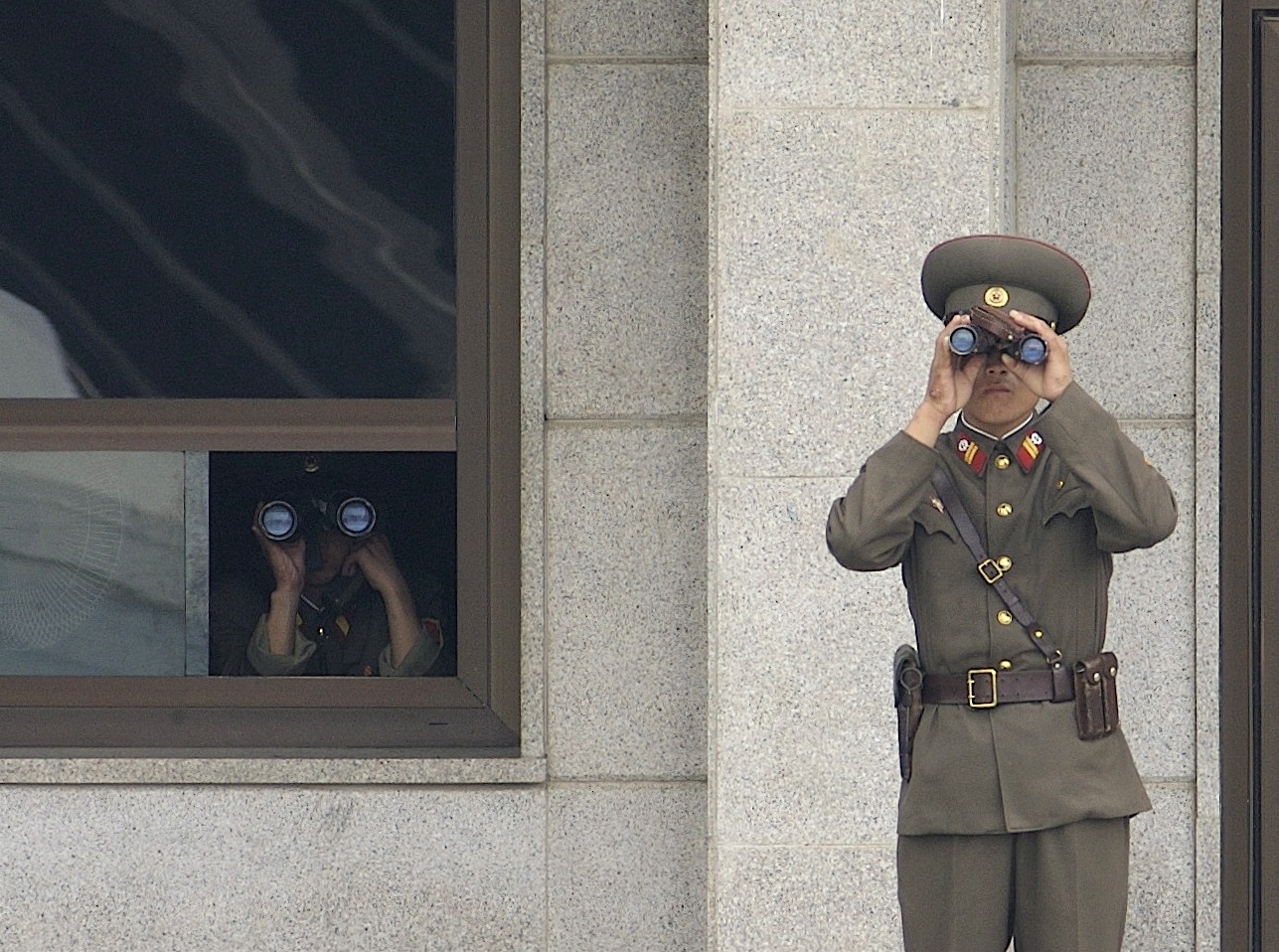
Soldados norte-coreanos, nos dias atuais, guardando a zona desmilitarizada.

Em abril de 1975, a capital do Vietnã do Sul foi capturada pelo exército norte-vietnamita. Encorajado pelo sucesso do comunismo na Indochina, o ditador norte-coreano, Kim Il-sung, viu nisso uma nova oportunidade de conquistar o sul da sua península. Kim visitou a China em abril daquele ano e se encontrou com Mao Tsé-Tung e com Zhou Enlai, pedindo ajuda para uma futura incursão militar. Apesar das expectativas de Pyongyang, Pequim não tinha qualquer interesse em entrar em outra guerra na Coreia.
Desde o armistício, houve vários desentendimentos e atos de agressão entre os dois países. Em 1976, dois soldados americanos foram mortos por norte-coreanos na zona desmilitarizada. Desde 1974, quatro túneis usados por norte-coreanos foram descobertos. Todos os túneis serviam de passagem para o sul. Em 2010, um submarino norte-coreano torpedeou e afundou uma corveta sul-coreana, o ROKS Cheonan, resultando na morte de 46 marinheiros. Ainda em 2010, a Coreia do Norte disparou vários tiros de artilharia contra a ilha de Yeonpyeong, matando dois militares e dois civis sul-coreanos.
Em 11 de março de 2013, após mais uma nova rodada de sanções da ONU contra o regime da Coreia do Norte, o governo deste país decretou nulo o armistício de 1953.
Após anos de tensões e agressões mútuas, uma nova tentativa de paz foi feita. Em 27 de abril de 2018, foi reportado, após os líderes das duas Coreias terem se encontrado na Zona Desmilitarizada, que negociações estavam em andamento para finalmente assinarem um acordo oficial de encerramento do conflito. Não foi divulgado se outros pontos sensíveis, como a desnuclearização da Península Coreana ou o reconhecimento de soberania de cada lado sobre a zona desmilitarizada, fariam parte das negociações.

### Fatalidades
Cerca de três milhões de pessoas morreram na guerra, a maioria civis, tornando-a talvez o conflito mais mortal da Guerra Fria. Samuel Kim lista a guerra como o conflito mais mortal no Leste Asiático — a região mais afetada por conflitos armados relacionados à Guerra Fria. Embora apenas estimativas aproximadas de fatalidades civis estejam disponíveis, acadêmicos notaram que a porcentagem de vítimas civis na Coreia foi maior do que na Segunda Guerra Mundial ou na Guerra do Vietnã, com Bruce Cumings colocando as vítimas civis em dois milhões e Guenter Lewy na faixa de dois a três milhões.

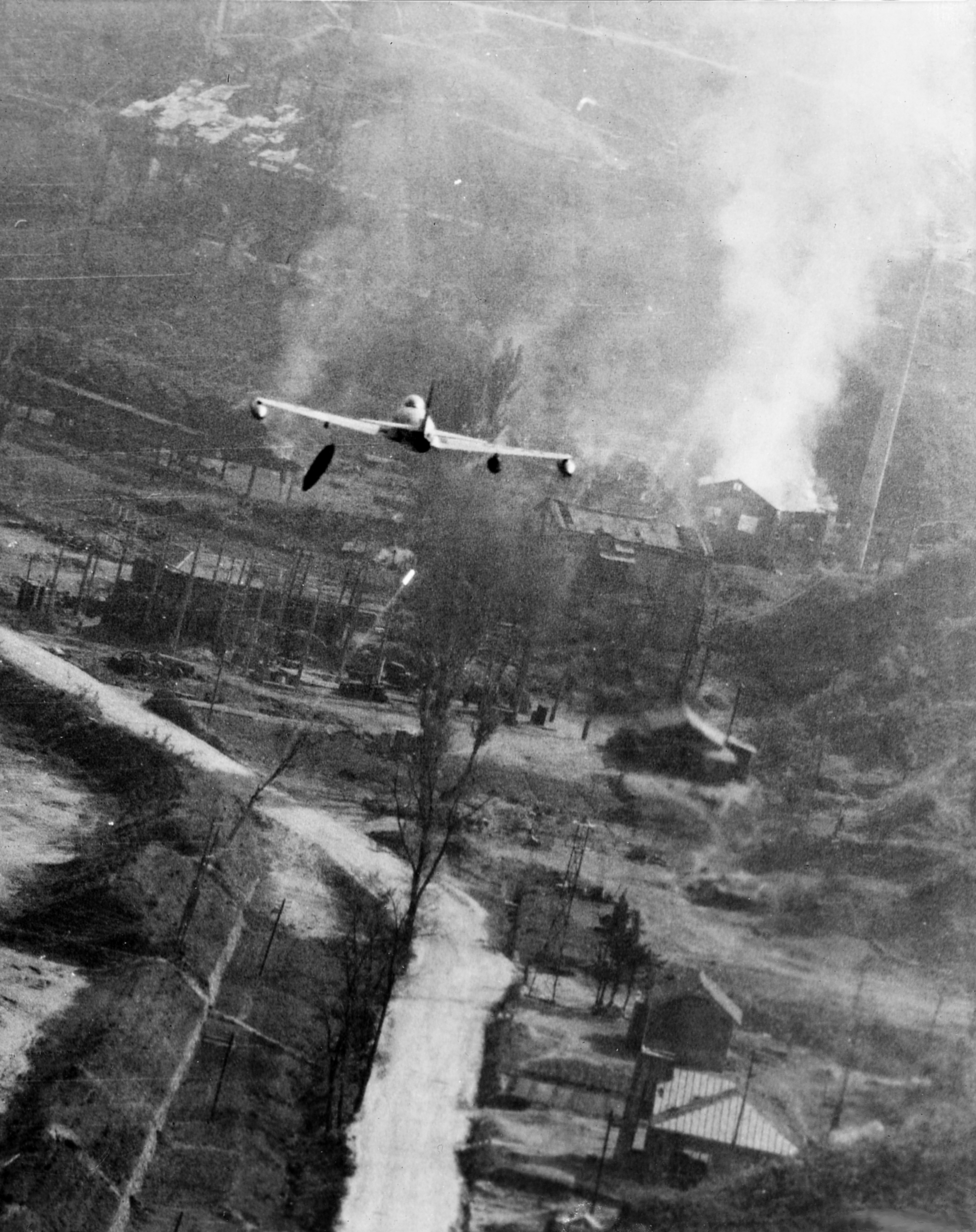
Uma aeronave Lockheed P-80 americano lançando napalm sobre a Coreia. Os Estados Unidos bombardearam cidades norte-coreanas de forma indiscriminada, causando enormes perdas civis.

A Coreia do Sul relatou cerca de 137 899 mortes militares, 24 495 desaparecidos, 450 742 feridos e 8 343 prisioneiros de guerra. Os Estados Unidos sofreram 33 686 mortes em combate, 7 586 desaparecidos, juntamente com 2 830 mortes não relacionadas aos combates. Houve 17 730 outras mortes militares não relacionadas ao combate dos americanos que ocorreram fora da Coreia durante o mesmo período, que foram erroneamente incluídas como mortes de guerra até o ano 2000. Os Estados Unidos sofreram 103 284 feridos em ação. As perdas da ONU, excluindo as dos americanos ou da Coreia do Sul, totalizaram 4 141 mortos e 12 044 feridos em ação.
As baixas de combate americanas foram mais de 90% das perdas não coreanas da ONU. As mortes em combate dos Estados Unidos foram 8 516 até o primeiro confronto com os chineses em 1º de novembro de 1950. Os primeiros quatro meses antes da intervenção chinesa foram de longe os mais sangrentos por dia para as forças dos americanos, pois eles enfrentaram o bem equipado exército norte-coreano em combates intensos. Registros médicos americanos mostram que de julho a outubro de 1950, o exército sofreu 31% das mortes em combate que incorreria em toda a guerra de 37 meses. O governo dos Estados Unidos gastou mais de US$ 30 bilhões na guerra. Cerca de 1 789 000 soldados americanos serviram no conflito, representando 31% dos 5 720 000 militares americanos que serviram em serviço ativo em todo o mundo de junho de 1950 a julho de 1953.
As mortes de militares da ONU não-americanos totalizaram 3 730, com outros 379 desaparecidos.
Em termos per capita e absolutos, a Coreia do Norte foi o país mais devastado pela guerra. De acordo com Charles K. Armstrong, a guerra resultou na morte de cerca de 12% a 15% da população norte-coreana (que era de um pouco mais de 10 milhões na época), "um número próximo ou superior à proporção de cidadãos soviéticos mortos na Segunda Guerra Mundial".

### Crimes de guerra

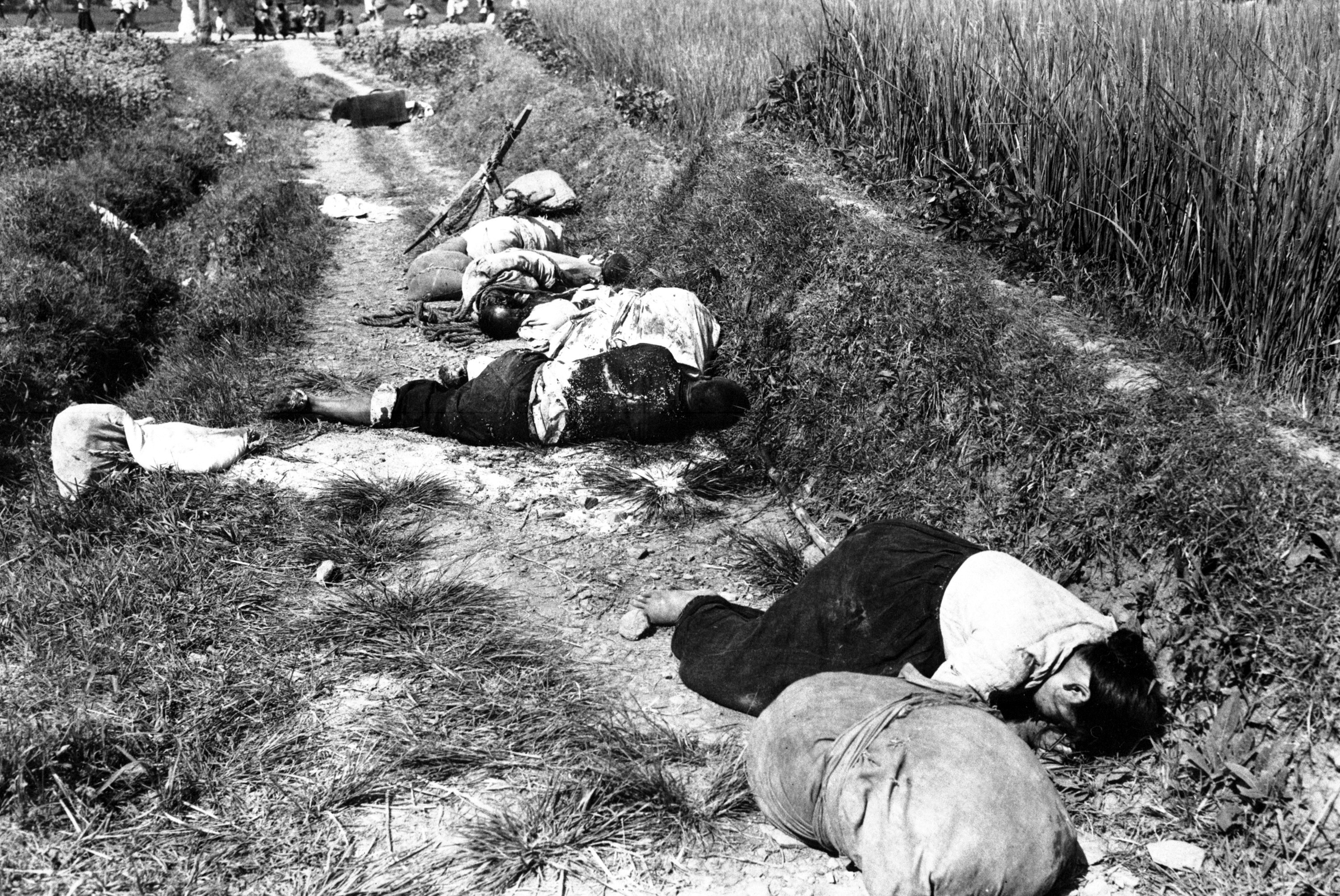
Civis mortos no fogo cruzado durante uma batalha noturna perto de Yongsan, agosto de 1950.

Houve inúmeras atrocidades e massacres de civis ao longo da Guerra da Coreia cometidos por ambos os lados, começando nos primeiros dias da guerra. De 2005 a 2010, a Comissão de Verdade e Reconciliação da Coreia do Sul investigou atrocidades e outras violações de direitos humanos ao longo de grande parte do século XX, desde o período colonial japonês até a Guerra da Coreia e além. A comissão escavou algumas valas comuns dos massacres da Liga Bodo e confirmou os contornos gerais dessas execuções políticas. Dos massacres ocorridos durante a Guerra da Coreia que a comissão foi solicitada a investigar, 82% foram perpetrados pelas forças sul-coreanas, enquanto 18% foram perpetrados pelas forças norte-coreanas.
Quase todos os edifícios substanciais na Coreia do Norte foram destruídos durante a guerra. O prisioneiro de guerra de mais alta patente dos EUA na guerra, o Major General William F. Dean, relatou que a maioria das cidades e vilarejos norte-coreanos que ele viu estavam em ruínas ou cobertos de neve, transformados em terras desoladas. Fábricas, escolas, hospitais e escritórios governamentais norte-coreanos foram forçados a se mover para o subsolo, e as defesas aéreas eram "inexistentes". A Coreia do Norte é classificada como um dos países mais bombardeados da história, e os EUA lançaram um total de 635 000 toneladas de bombas (incluindo 32 557 toneladas de napalm) na Coreia, mais do que durante toda a Guerra do Pacífico.

### Históricas
- «THE KOREAN WAR (1) - ROK Ministry of National Defense Institute for Military History, 1997 (E-BOOK)». Arquivado em 9 julho 2023 no Wayback Machine
- «THE KOREAN WAR (1) - ROK Ministry of National Defense Institute for Military History, 1997 (PDF)» (PDF). Arquivado em 7 junho 2023 no Wayback Machine
- «THE KOREAN WAR (2) - ROK Ministry of National Defense Institute for Military History, 1998 (E-BOOK)». Arquivado em 9 julho 2023 no Wayback Machine
- «THE KOREAN WAR (2) - ROK Ministry of National Defense Institute for Military History, 1999 (PDF)» (PDF). Arquivado em 7 junho 2023 no Wayback Machine
- «THE KOREAN WAR (3) - ROK Ministry of National Defense Institute for Military History, 1999 (E-BOOK)». Arquivado em 9 julho 2023 no Wayback Machine
- «THE KOREAN WAR (3) - ROK Ministry of National Defense Institute for Military History, 1998 (PDF)» (PDF). Arquivado em 7 junho 2023 no Wayback Machine
- History of the Just Fatherland Liberation War of the Korean People (PDF)The Research Institute of History, Academy of Sciences of the Democratic People's Republic of Korea
- «Anniversary of the Korean War Armistice: Truman on Acheson's Crucial Role in Going to War». Arquivado em 21 fevereiro 2015 no Wayback Machine Shapell Manuscript Foundation
- «Korean War resources, Dwight D. Eisenhower Presidential Library». Arquivado em 26 junho 2014 no Wayback Machine
- «North Korea International Documentation Project». Arquivado em 30 maio 2021 no Wayback Machine
- Grand Valley State University Veteran's History Project digital collection
- «The Forgotten War, Remembered». Arquivado em 9 março 2021 no Wayback Machine – four testimonials in The New York Times
- «Coleção de livros e materiais de pesquisa sobre a Guerra da Coreia». . Arquivado em 27 abril 2021 no Wayback Machine uma coleção online do Centro de História Militar do Exército dos Estados Unidos
- Guerra da Coreia, Coleção de Fotografias do Corpo de Sinalização do Exército dos EUA. Centro de Patrimônio e Educação do Exército dos EUA, Carlisle, Pensilvânia
- «Koreanwar-educator.org». Arquivado em 14 março 2021 no Wayback Machine
- O curta Film No. 927 está disponível para baixar gratuitamente no Internet Archive

### Mídia
- «West Point Atlas of the Korean War». Arquivado em 16 março 2021 no Wayback Machine
- «The Korean War You Never Knew».  – apresentações de slides da revista Life
- «U.S. Army Korea Media Center official Korean War online image archive». Arquivado em 8 março 2021 no Wayback Machine
- «Rare pictures of the Korean War from the U.S. Library of Congress and National Archives». Arquivado em 5 novembro 2013 no Wayback Machine
- Land of the Morning Calm Canadians in Korea – multimedia project including veteran interviews
- «Pathé». Arquivado em 6 janeiro 2012 no Wayback Machine – filmes sobre a guerra
- «CBC Digital Archives – Forgotten Heroes: Canada and the Korean War». Arquivado em 8 novembro 2012 no Wayback Machine
- «Uncertain Enemies: Soviet Pilots in the Korean War». Arquivado em 15 agosto 2021 no Wayback Machine. Air Power History. (Spring 1997). 44, 1, 32–45.

### Organizações
- Korea Defense Veterans of America
- Korean War Ex-POW Association
- «Korean War Veterans Association». Arquivado em 7 março 2021 no Wayback Machine
- The Center for the Study of the Korean War

### Memoriais
- «Korean Children's War Memorial». Arquivado em 4 março 2021 no Wayback Machine
- «Chinese 50th Anniversary Korean War Memorial». Arquivado em 26 fevereiro 2021 no Wayback Machine